# Pseudactinia varia
Pseudactinia varia är en havsanemonart som beskrevs av Oscar Henrik Carlgren 1938. Pseudactinia varia ingår i släktet Pseudactinia och familjen Actiniidae. Inga underarter finns listade i Catalogue of Life.